# Brilliance H330
La Brilliance H330 è un'autovettura prodotta dalla casa automobilistica cinese Brilliance dal 2013 al 2016.

## Descrizione
Presentata per la prima volta al salone di Pechino 2012, la berlina Brilliance H330 è stata lanciata sul mercato automobilistico cinese nell'aprile 2013.
Dalla metà del 2015 viene assemblata in Iran. Dal marzo 2019 viene costruita anche in Siria.
In Cina, la vettura è alimentata da un motore a benzina da 1,5 litri motore con una potenza massima di 77 kW (105 CV), abbonato a cambio manuale a 5 marce o in opzione a un cambio automatico a 4 marce.
In Iran la potenza del motore a benzina da 1,5 litri è stata portata a di 76 kW (107 CV). In seguito in Iran e Siria era disponibile un'unità da 1,7 litri con potenza massima di 84 kW.